# Falkenfluh (Oberdiessbach)
Die Falkenfluh, schweizerdeutsch auch Falkenflue geschrieben, ist ein Berg und Aussichtspunkt im Schweizer Kanton Bern.

## Lage
Die Falkenfluh erhebt sich am östlichen Rand des breiten Aaretals zwischen Bern und Thun, rund 8 km nördlich der Stadt Thun, und liegt grösstenteils auf dem Gemeindeboden von Oberdiessbach. Beim Triangulationspunkt erreicht die Falkenfluh eine Höhe von 1021 m ü. M. Sie überragt damit die angrenzenden Talniederungen der Chise bei Oberdiessbach um etwas mehr als 400 m. Die Falkenfluh und ihr östlich anschliessender Kamm befinden sich zwischen den Tälern von Diessbach im Norden und Rotache im Süden. Gegen Westen fällt die Falkenfluh mit einer Felswand steil ab.
Geographisch gehört die Falkenfluh zum voralpinen Hügelland zwischen den Flusstälern von Aare und Emme. Nach Osten leitet ein teils bewaldeter, teils mit Wiesen und Weiden bestandener Kamm bis zur Höhe der Schafegg über, die mit 1196 m ü. M. den höchsten Punkt der Falkenfluhkette bildet.

## Geologie
Die Gesteine der Falkenfluh stammen zur Hauptsache aus der Ablagerungsperiode der Oberen Meeresmolasse. Diese Sedimentschicht entstand im Zeitraum vor rund 22 bis 16 Millionen Jahren, als zahlreiche Flüsse Gesteinsmaterial in den Alpen erodierten und im Molassebecken nördlich der Alpen ablagerten.
Die Falkenfluh besteht zur Hauptsache aus Nagelfluh, einem Konglomerat aus gerundeten Gesteinsblöcken unterschiedlicher Grösse, die mit einem Bindemittel (Kalk, Sand und Ton) zu einem zusammenhängenden Gestein verfestigt sind. Zwischen den Nagelfluhschichten sind auch feinkörnige Sandstein- und Mergelschichten eingelagert.